# 펜테이션

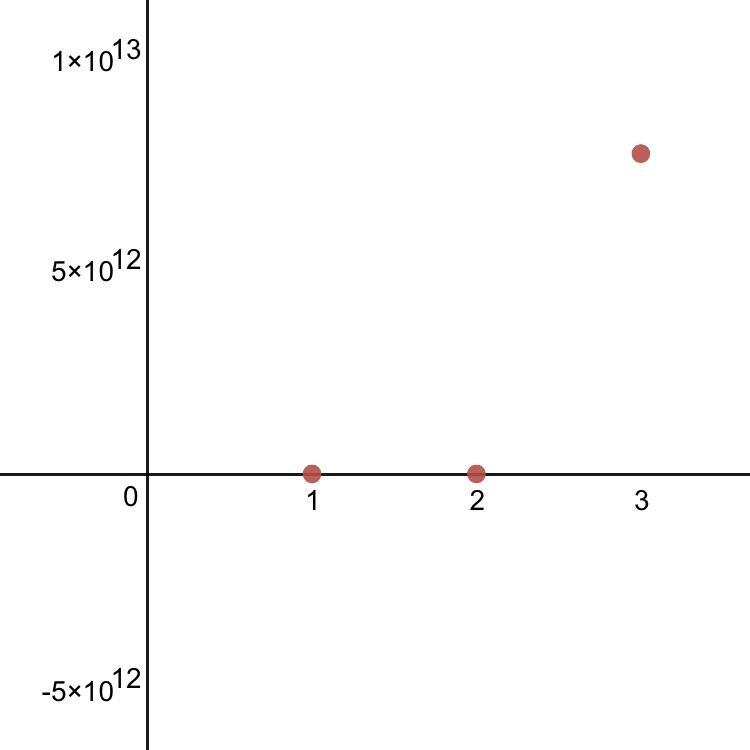

수학에서 펜테이션(Pentation)은 테트레이션을 반복하는 하이퍼 연산으로, 이 말은 루벤 루이스 굿스타인이 5를 뜻하는 penta-와 반복함수를 의미하는 iteration을 합성한 말이다. 보통 펜테이션은 큰 수를 표기하는 데 이용한다.
테트레이션, 헥세이션과 함께 하이퍼 연산 분야에서 자주 사용되는 용어이며, 커누스 윗화살표 표기법 상으로는 화살표 3개로 표기한다.

## 같이 보기
- 테트레이션
- 하이퍼 연산